# 君とサマー
「君とサマー」（きみとサマー）は、日本のロックバンド・KEYTALKの楽曲。
2023年2月22日にデジタルシングルとしてVirgin Musicよりリリースされた。

## 概要
シングルカットされた前作「shall we dance?」からおよそ3週間振りのリリース。完全新曲の発表は、EP『KTEP4』以来8ヶ月振りとなる。
ライブ映えするダンサブルなアッパーチューンであり、約7年振りとなる武道館公演に向けた楽曲。
歌詞は首藤、寺中、小野の3人の共作となっており、2番のAメロを小野が、Dメロを寺中が担当している。
加藤マニ監督によるミュージック・ビデオも制作されており、「狂騒パラノーマル」とリンクする内容となっている。

## 収録曲
| #         | タイトル       | 作詞                         | 作曲      | 編曲      | 時間 |
| --------- | -------------- | ---------------------------- | --------- | --------- | ---- |
| 1.        | 「君とサマー」 | 首藤義勝、寺中友将、小野武正 | 首藤義勝  | KEYTALK   | 3:44 |
| 合計時間: | 合計時間:      | 合計時間:                    | 合計時間: | 合計時間: | 3:44 |